# 刘忠 (1906年)
刘忠（1906年8月—2002年8月7日），原名刘永灿，又名刘太平，男，福建上杭人，中国人民解放军中将。1955年获二级八一勋章，一级独立自由勋章，一级解放勋章，1988年获一级红星功勋荣誉章。

## 著作
《从闽西到京西》1980年代